# Michael Svane
Michael Svane (født 31. juli 1957 i Errindlev på Lolland) er en dansk erhvervsmand. Som mangeårig direktør i først Danske Vognmænd og siden DI Transport, som han forlod ved udgangen af 2021, har han været en central aktør og lobbyist for transporterhvervet i Danmark.

## Levnedsløb

### Opvækst og uddannelse
Michael Svane blev født sammen med sin tvillingebror Freddy Svane i 1957 i familiens hjem i Errindlev på Lolland som sønner af Gerda og Hans Svane. Moren arbejdede ved politiet i Rødbyhavn, mens faren, der var uddannet mejerist, havde været en del år i landbruget og derefter blandt andet var ansat på Danhotel i Rødbyhavn. Familien boede i Errindlev, indtil tvillingerne skulle begynde i anden klasse, hvor den flyttede til Rødby. Her gik drengene i Rødby Skole og derefter på Maribo Gymnasium, hvorfra de blev studenter i 1977. De har siden fortalt, at de fulgtes ad til næsten alt i deres barndom, gik på samme fodboldhold og i samme klasser, og aldrig blev kaldt andet end "svanerne". Efter studentereksamen var de enige om, at de måtte lave noget hver for sig og trak derfor lod om, hvad de skulle studere. Lodtrækningen afgjorde, at Michael kom til at læse jura og Freddy historie. Michael blev færdiguddannet som cand.jur. fra Københavns Universitet i 1982.

### Karriere
Efter at have arbejdet i Justitsministeriet, Industrirådet og Dansk Arbejdsgiverforening blev Svane i 1995 ansat i det daværende Danske Vognmænd, først som erhvervspolitisk chef og siden som direktør. Han var en af bagmændene bag skabelsen af DTL i 1999 som en fusion af Danske Vognmænd, Vognmandsfagets Arbejdsgivere og Foreningen af Danske Eksportvognmænd.
I 2005 kom han til Dansk Industri som branchedirektør for DI Transport. Dette job varetog han i 16 år indtil 31. december 2021, hvor han trådte tilbage fra posten.

### Andre hverv
Ligesom sin tvillingebror er Michael Svane medlem af "Business Lolland-Falsters Ambassadørkorps". Han har været næstformand for bestyrelsen i Femern Belt Development, der arbejder for at få det størst mulige udbytte for Region Sjælland af den faste forbindelse over Femern Bælt.

### Karakteristik
Altinget.dk har beskrevet Svane som en transportpolitisk lobbysværvægter og beskrevet, at han i den danske transportbranche går under navnet "Mr. Transport". Et portræt på soefart.dk beskrev ham som charmerende fræk, og at han med sin sans for muligheder havde skaffet transportbranchen mange brugbare resultater. Han var også kendt for flere provokerende udtalelser, som da han på et meget anspændt stormøde i år 2000 i Fredericia bramfrit udtalte, at vognmændene manglede nosser, fordi de ikke ville lade deres lastbiler blive hjemme som demonstration mod nogle forhøjede dieselafgifter. I Dansk Industri var han dog ifølge netmediet faldet mere til ro og havde vist, at han også til fulde mestrede samarbejdets kunst.

### Privatliv
Michael Svane bor i Kokkedal sammen med sin kone Karen. Parret har tre børn, der i lighed med begge forældre er jurister.